# Národní muzeum umění Québecu
Národní muzeum umění Québecu (Musée national des beaux-arts du Québec, zkratka MNBAQ), je umělecké muzeum v Québecu v Kanadě. Muzeum se nachází v parku Battlefield ve čtyřech budovách; tři byly postaveny přímo pro ně, jedna byla původně vězení.
Instituce vznikla jako Musée de la province de Québec v roce 1933, přičemž přípravné práce začaly o víc než deset let dříve. Muzeum původně zahrnovalo provinční archiv, muzeum umění a přírodovědné muzeum, které se osamostatnilo roku 1962. V následujícím roce bylo muzeum přejmenováno na Musée du Quebec. Provinční archiv byl z muzea vyčleněn v roce 1979 a zůstalo pouze muzeum umění. V roce 2002 se přejmenovalo na současný název.
Sbírka obsahuje přes 40 tisíc děl od 16. století po současnost. Jsou tu především díla, která byla vytvořena v Québecu nebo umělci z Québecu, ale i díla z jiných částí Kanady a ze zbytku světa. Muzeum také provozuje odbornou knihovnu a archiv věnovaný umění.

## Vybraná díla

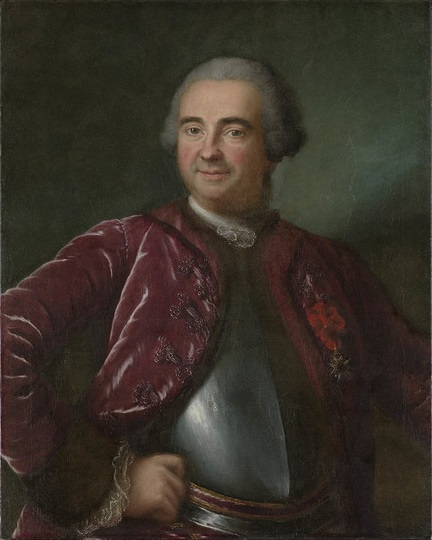
Gaspard-Joseph Chaussegros de Léry, Portrét muže, asi 1718
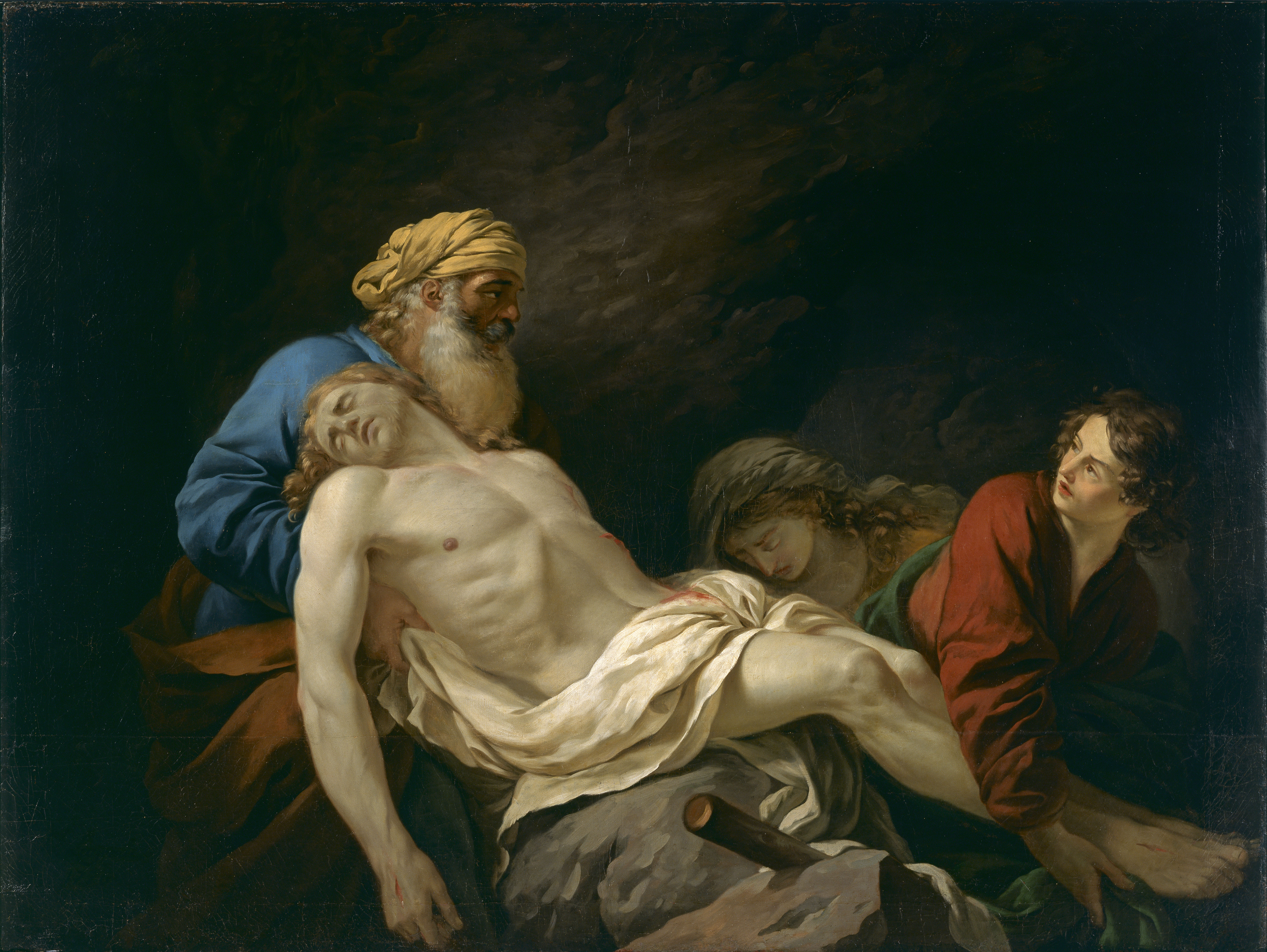
Jean-Jacques Lagrenée, Ukládání do hrobu, 1770
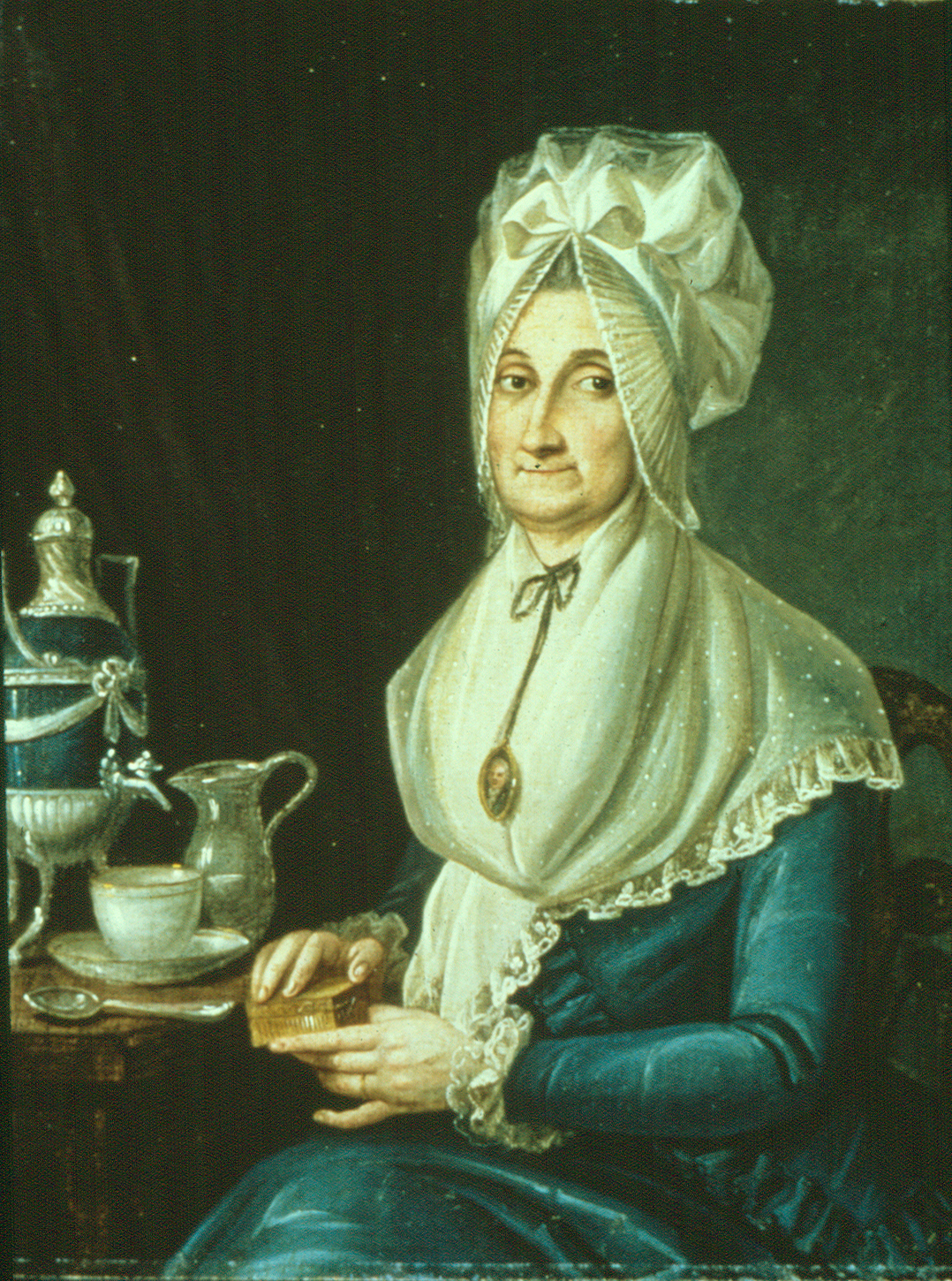
François Beaucourt, Paní Beaubienová, rozená Marguerite Malhiotová, 1793
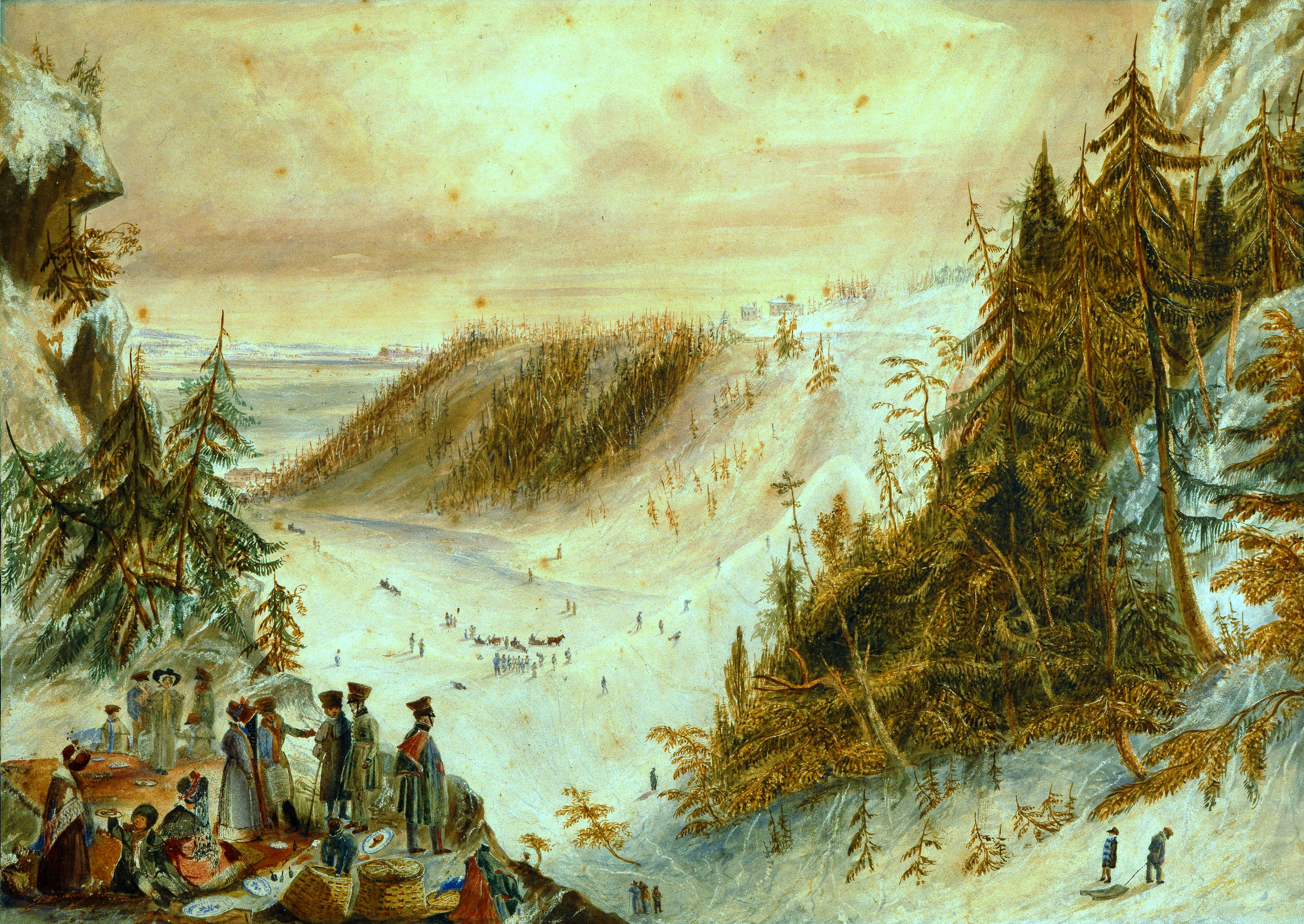
James Pattison Cockburn, Zamrzlé Montmorencyho vodopády, asi 1830
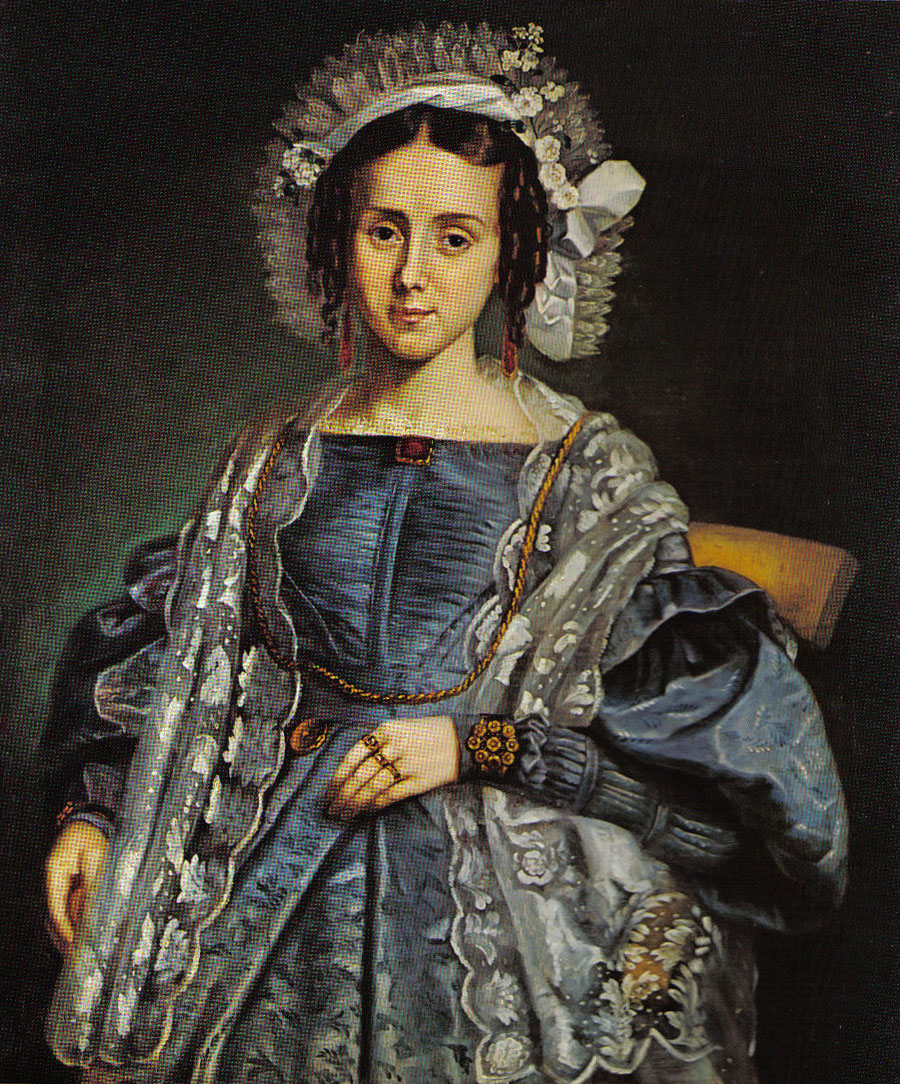
Antoine Plamondon, Paní Laurinová, rozená Marie-Louise Dalaireová, 1839
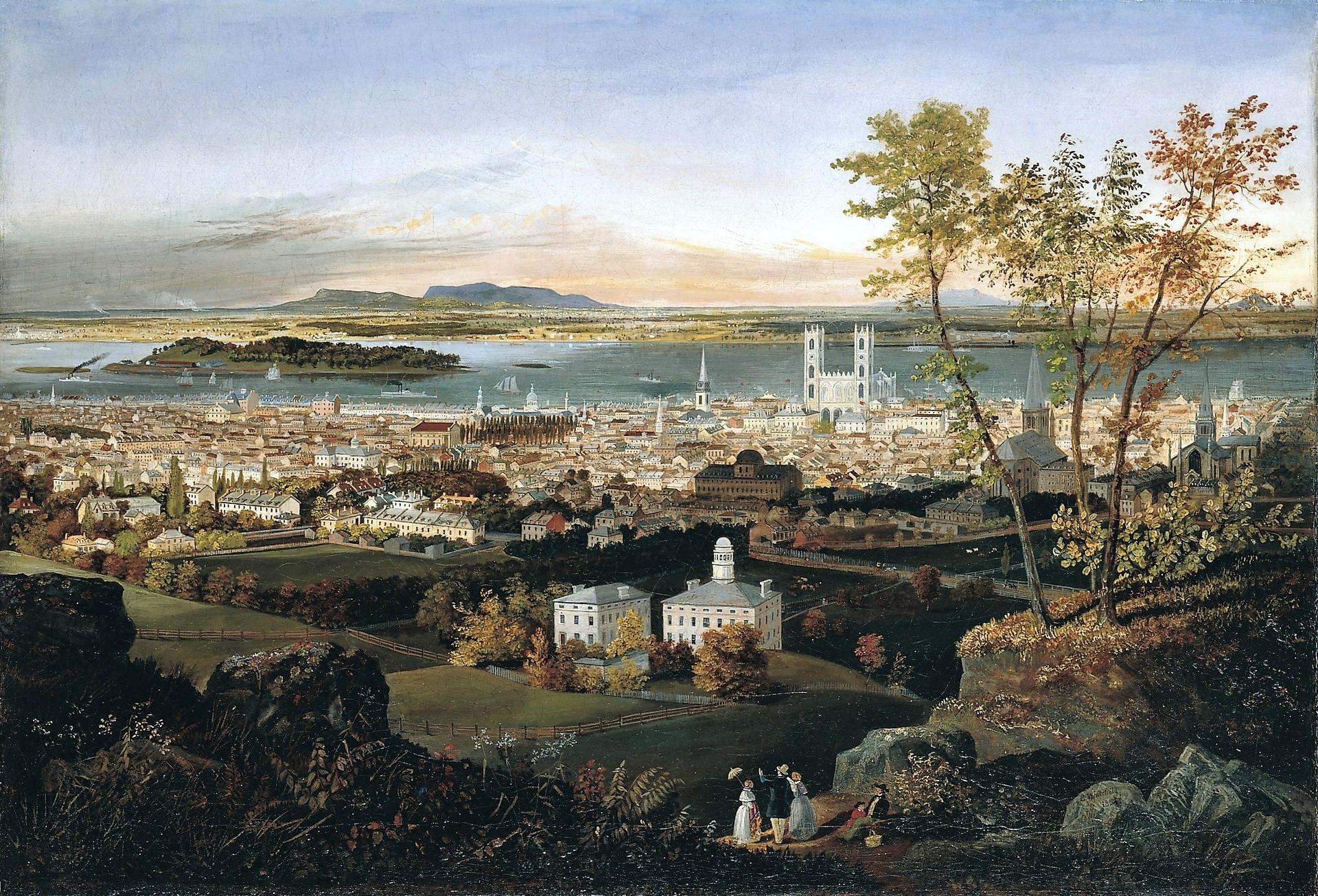
Edwin Whitefield, Montréal od Mont Royal, 1853–54
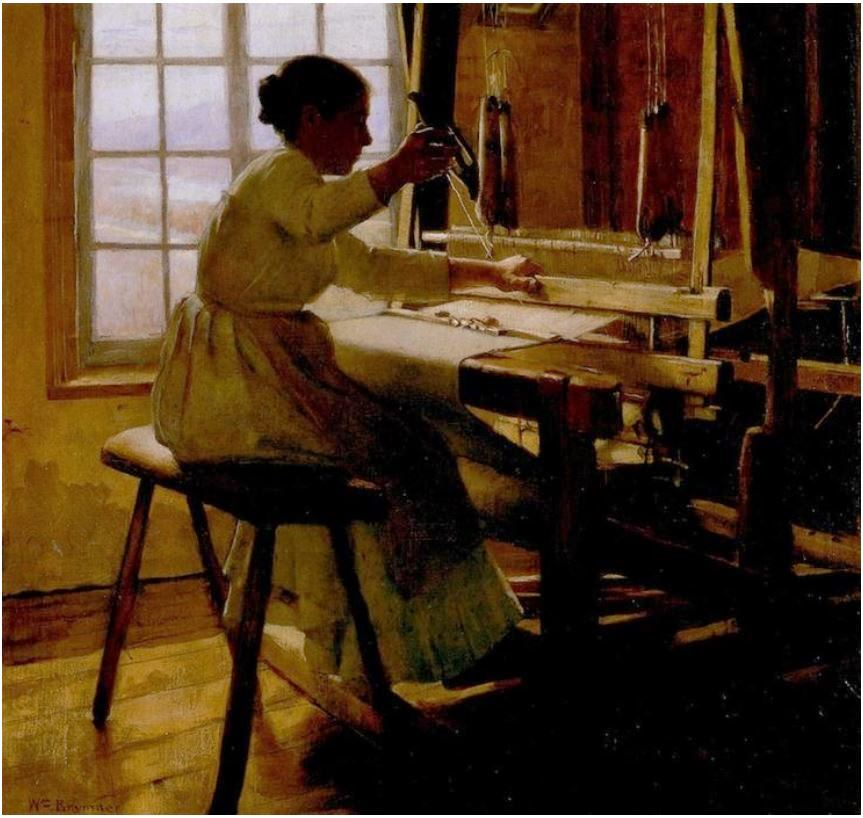
William Brymner, Žena při práci, 1885.
Charles Alexander Smith, Shromáždění šesti okresů v Saint-Charles-sur-Richelieu roku 1837, 1891
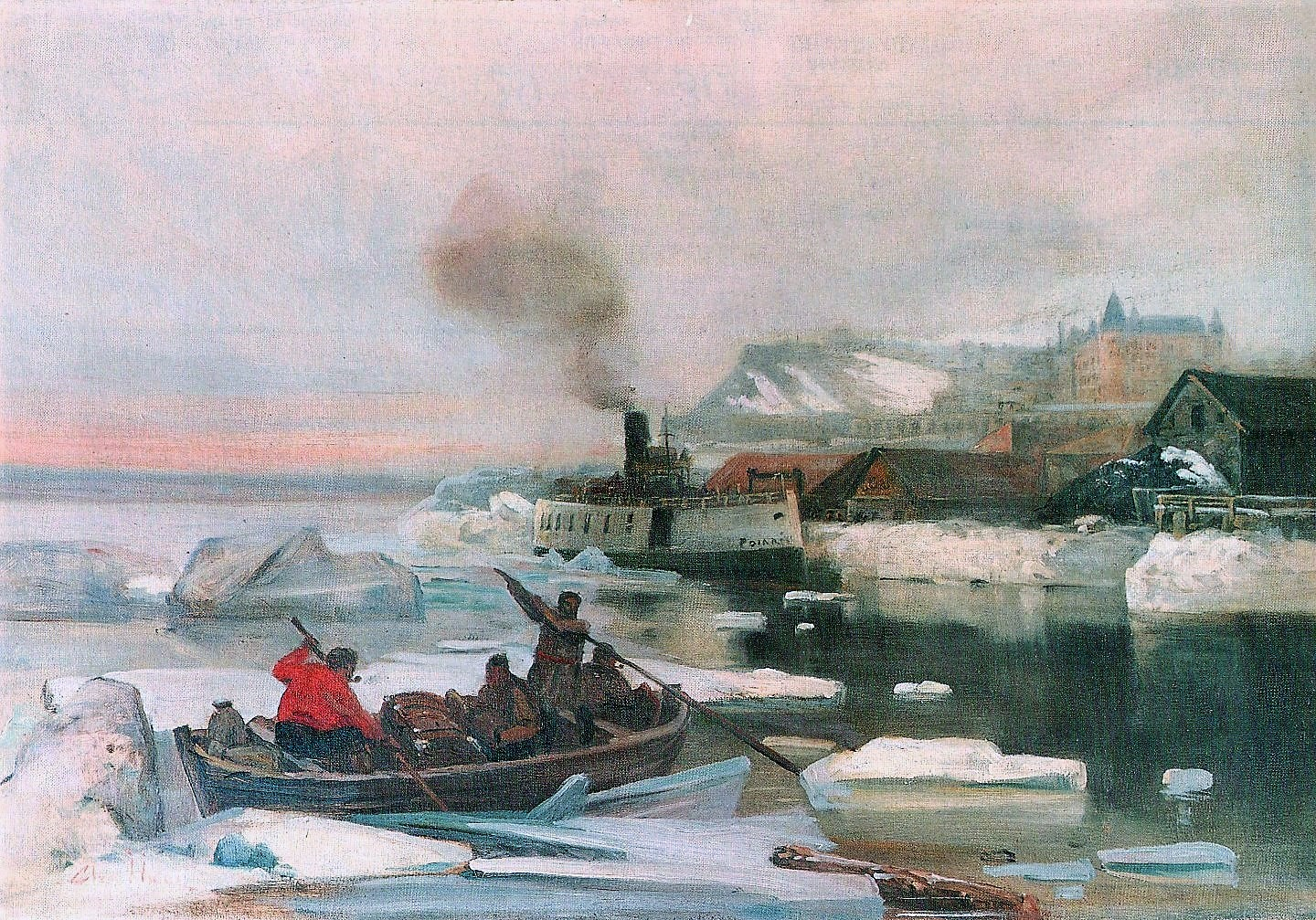
Charles Huot, Zimní cesta přes řeku, asi 1902
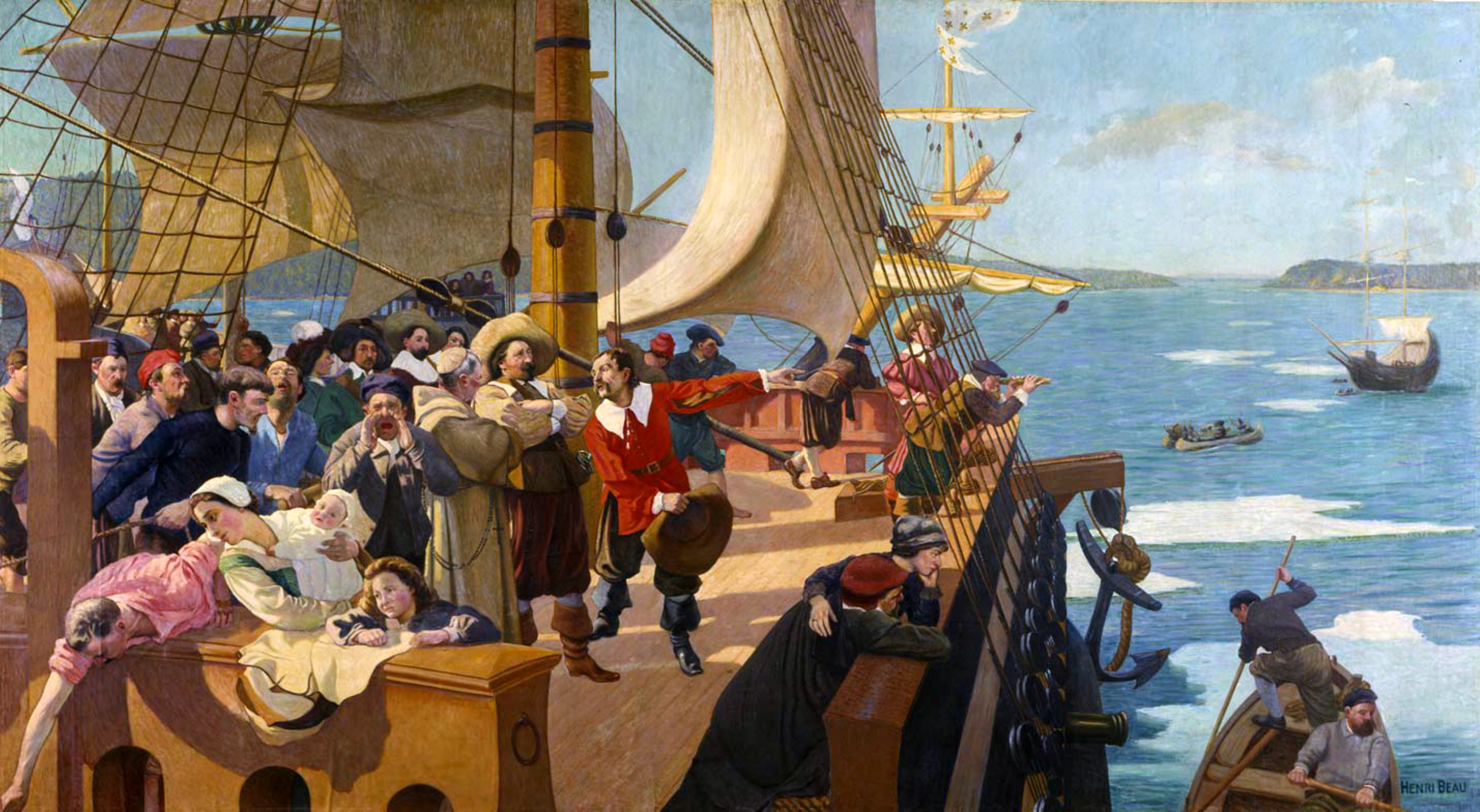
Henri Beau, Champlain doráží do Québecu, 1903
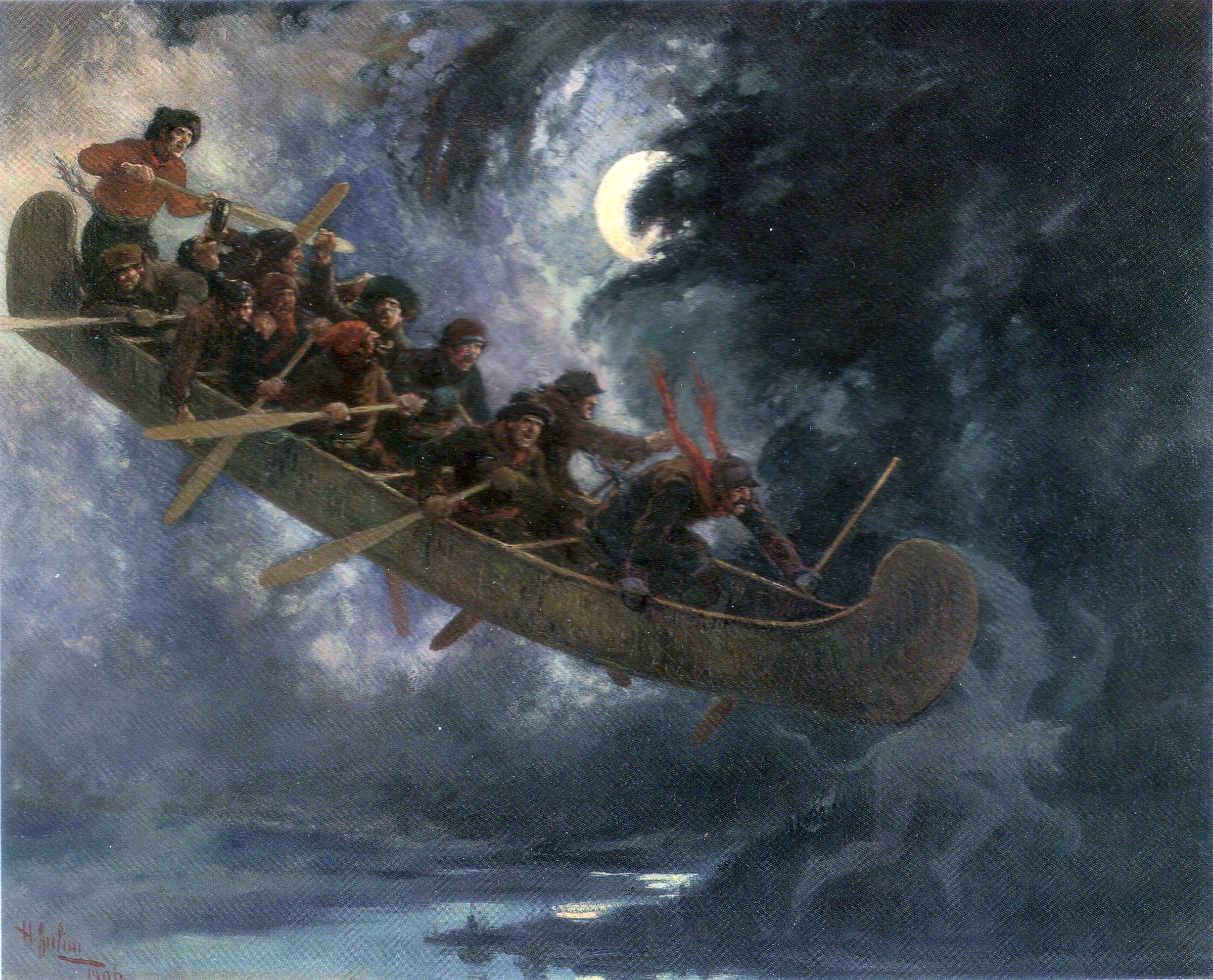
Henri Julien, Očarovaná kanoe, 1906
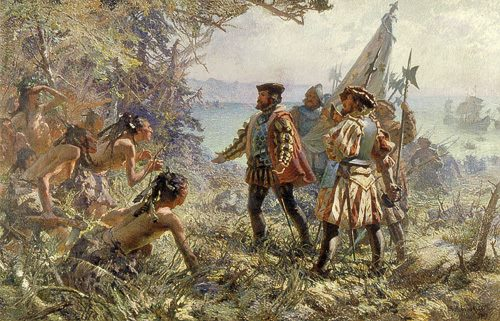
Marc-Aurèle de Foy Suzor-Coté, Jacques Cartier se roku 1535 setkává s indiány ve Stadaconé, 1907
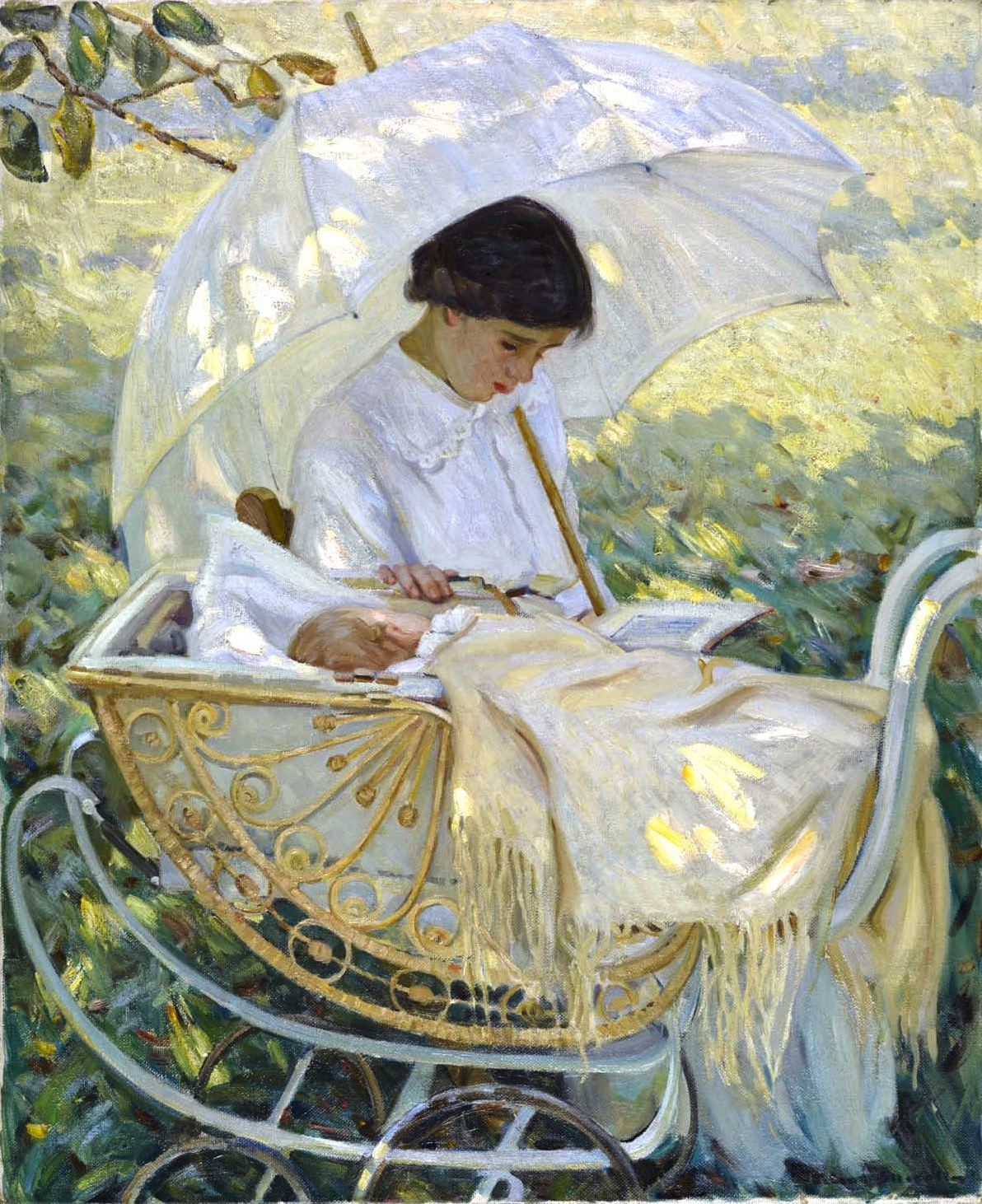
Helen McNicollová Ve stínu stromu, 1910
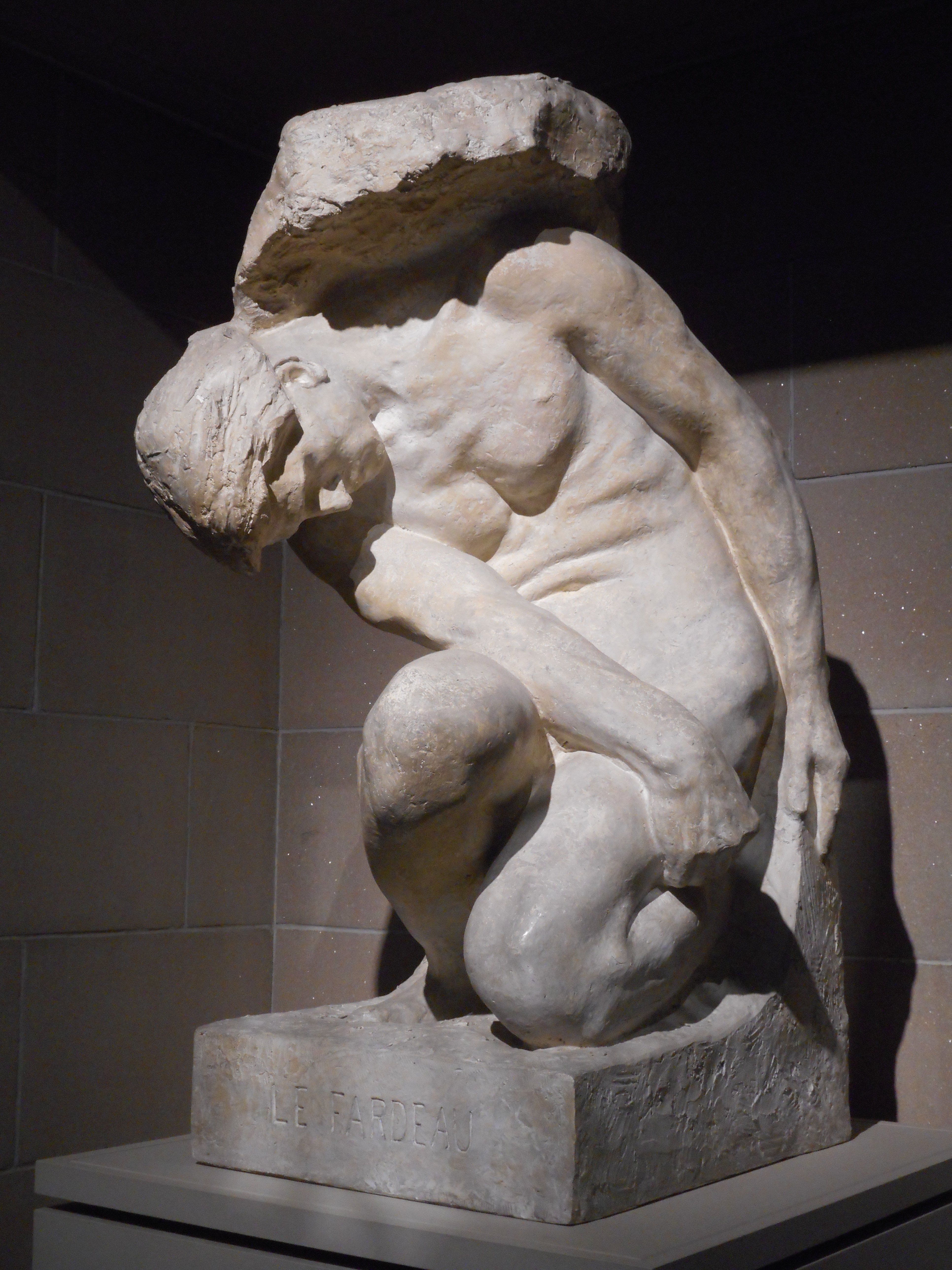
Alfred Laliberté, Tíha, asi 1925
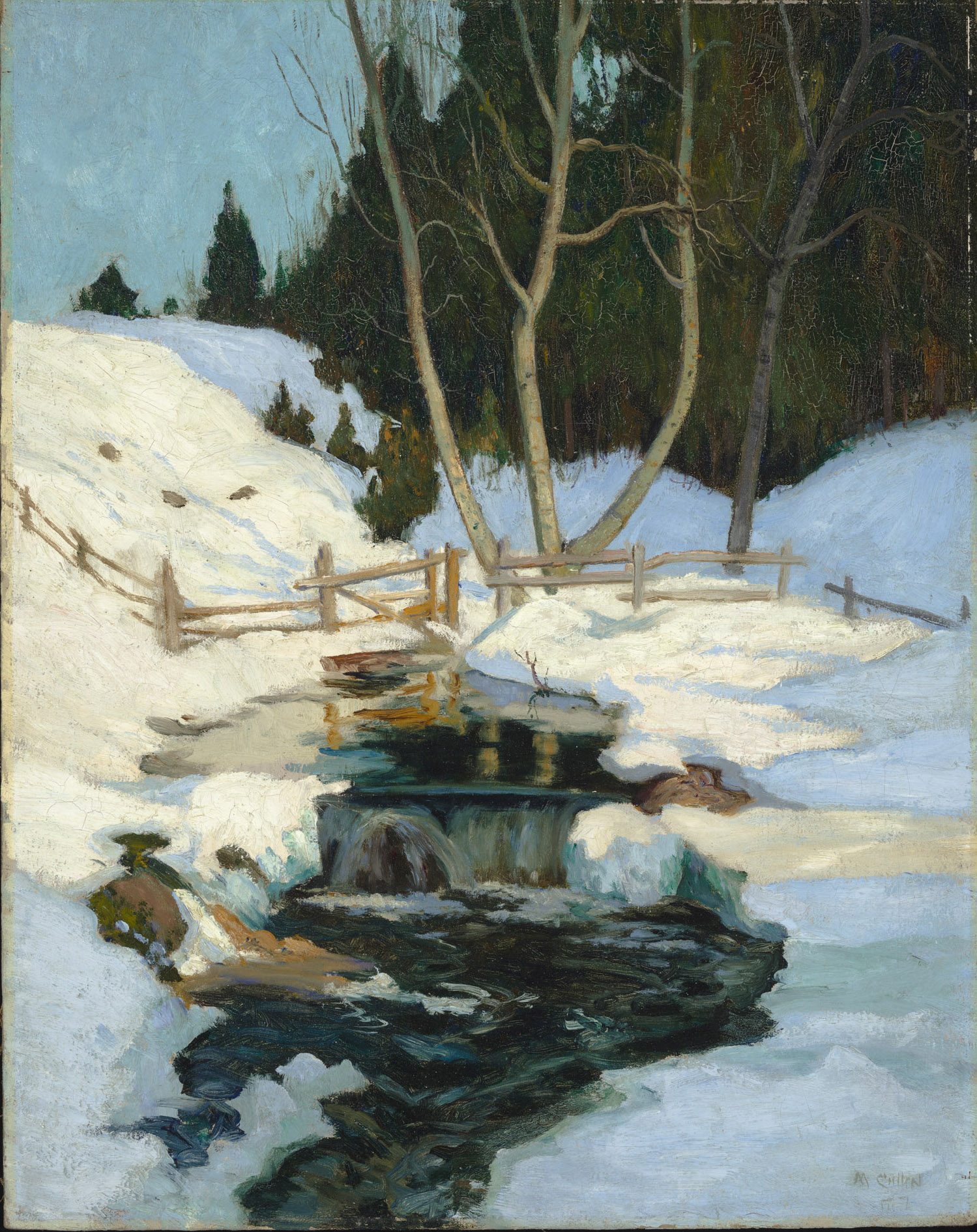
Maurice Cullen, Obleva, 1930
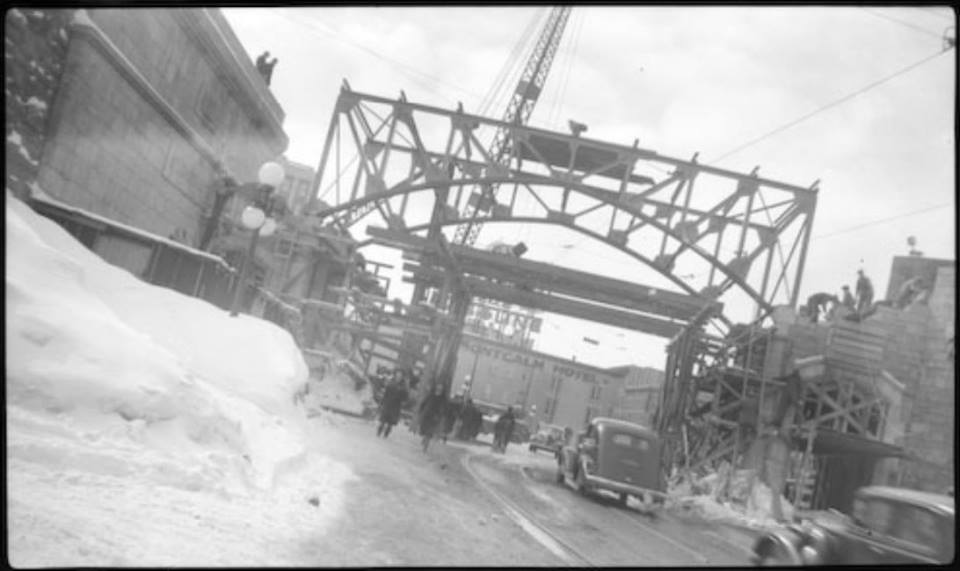
Neznámý autor, Stavba přístavu Saint-Jean v Québecu, asi 1938–39.
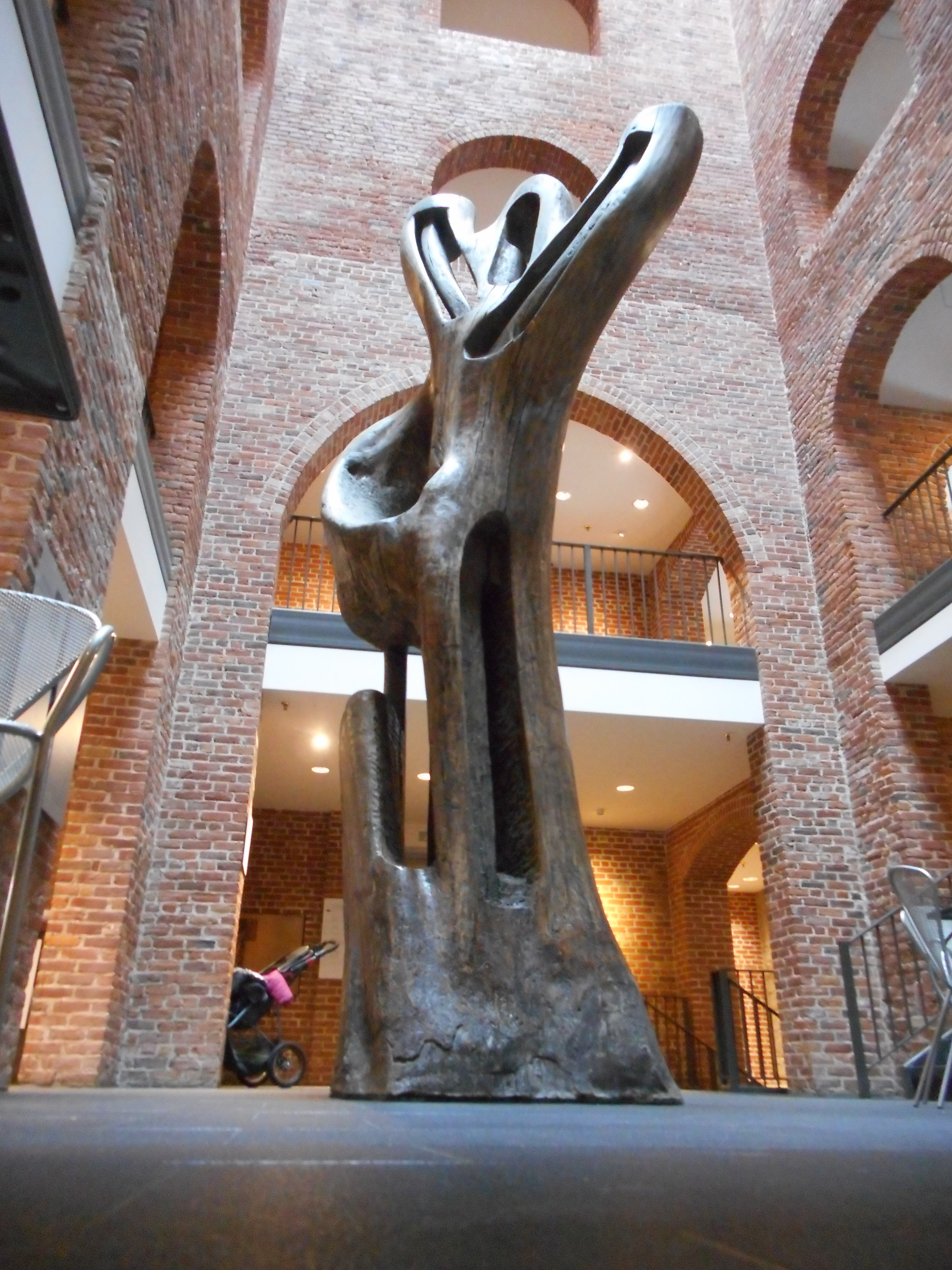
Armand Vaillancourt, Strom na ulici Durocher, 1953–56
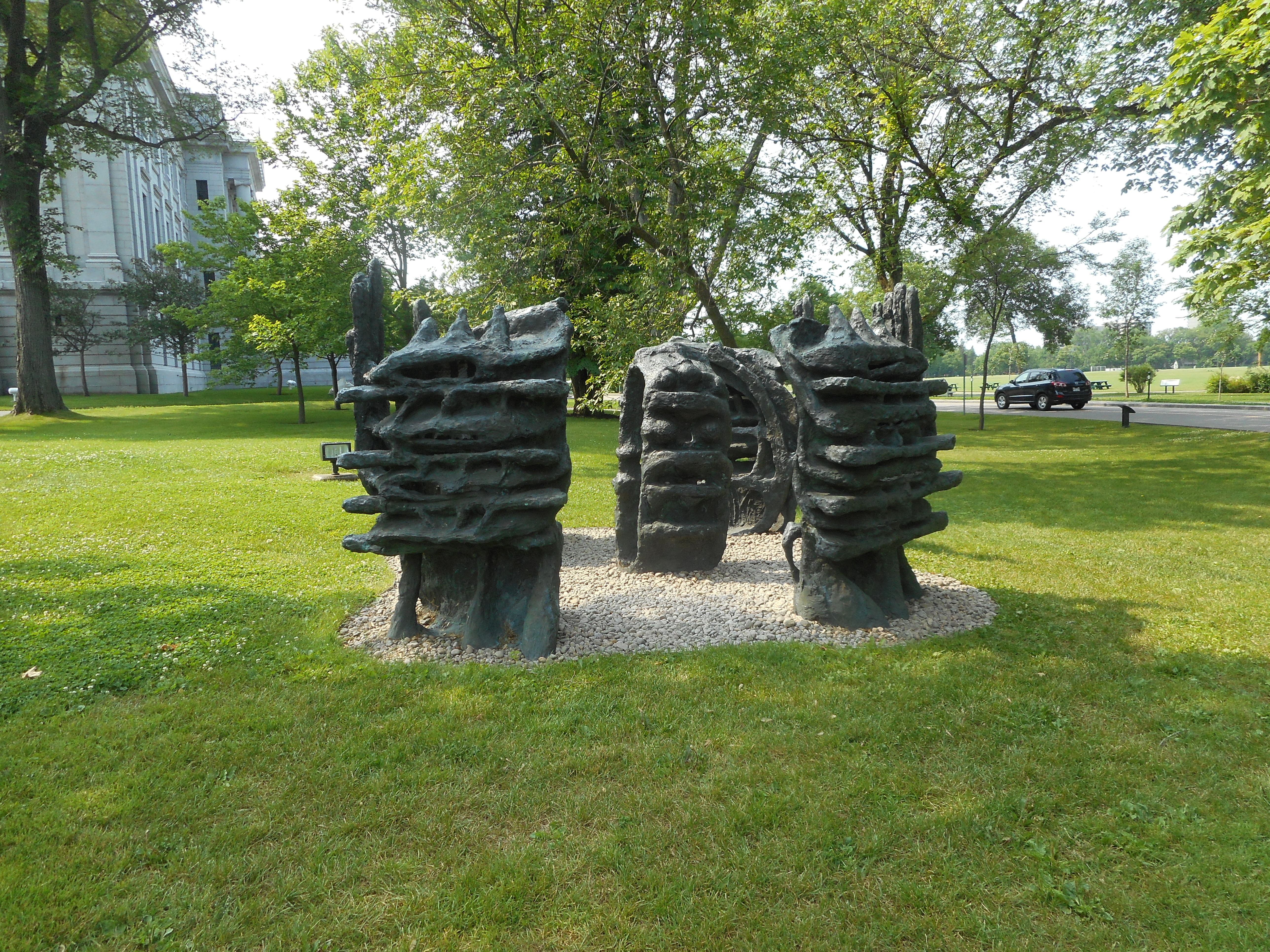
Étienne Martin, Zůstává III, 1960
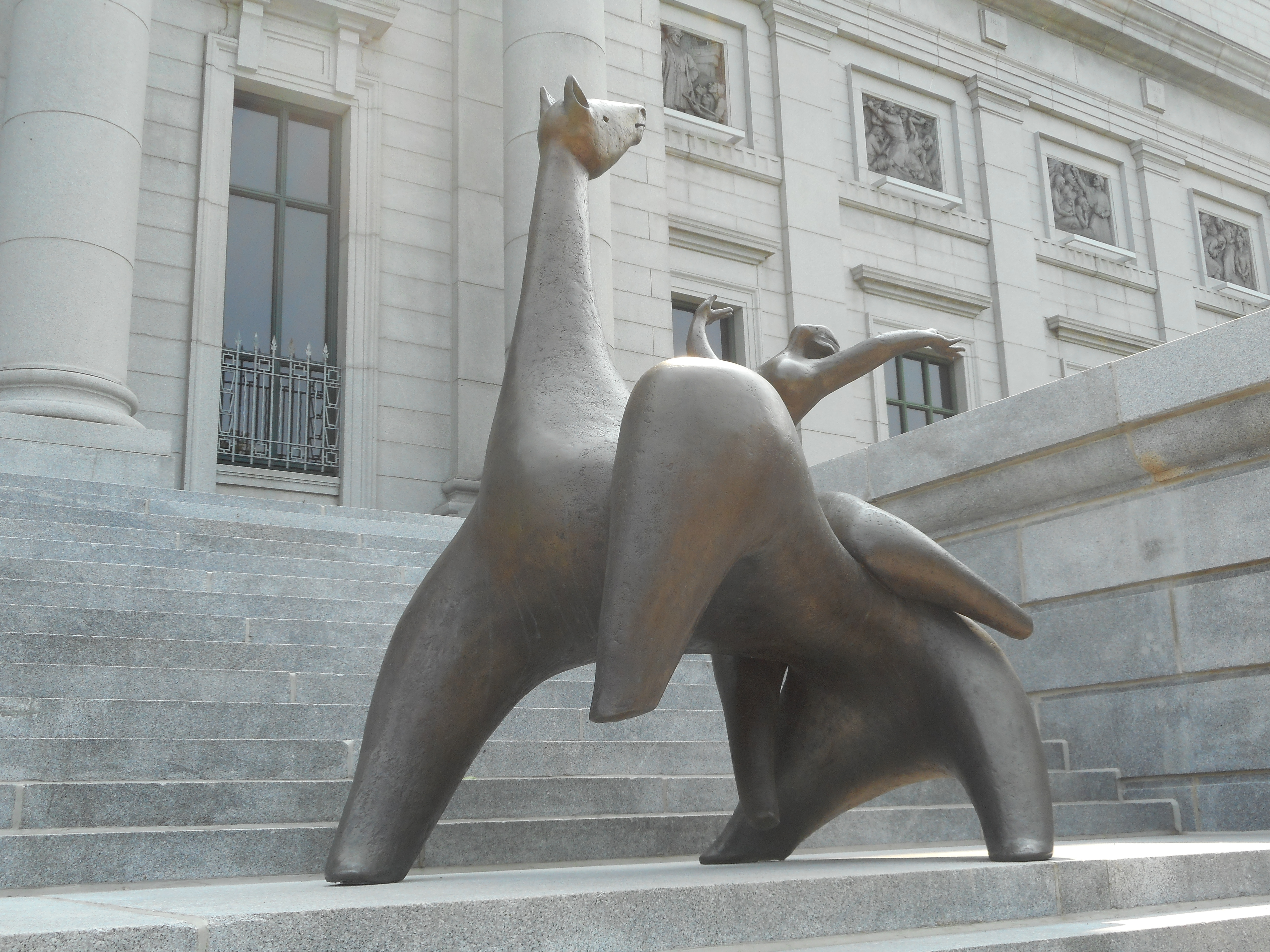
Charles Daudelin, Jezdkyně, 1963
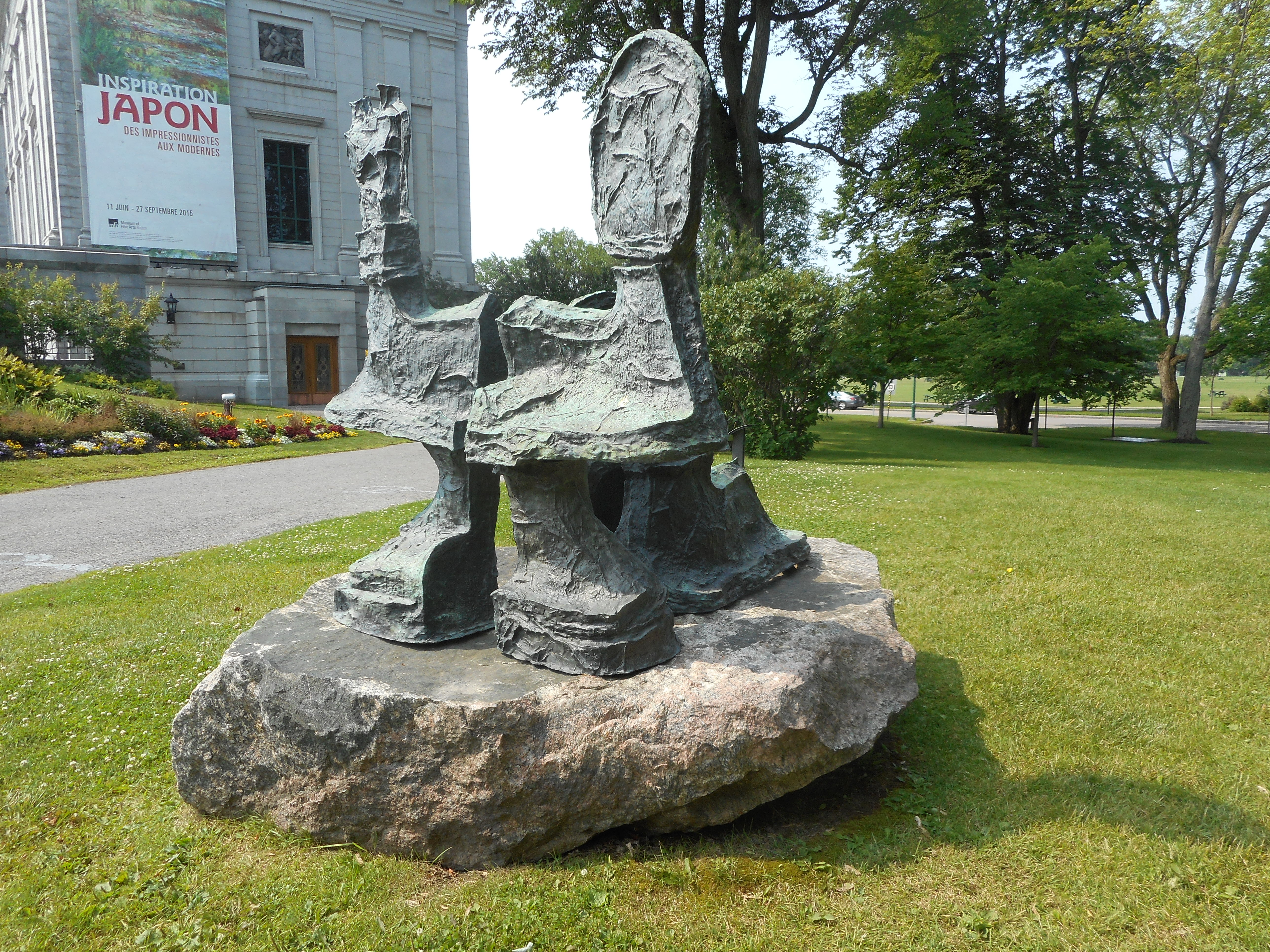
Jean-Paul Riopelle, Vítězství a sfinga, 1963–65
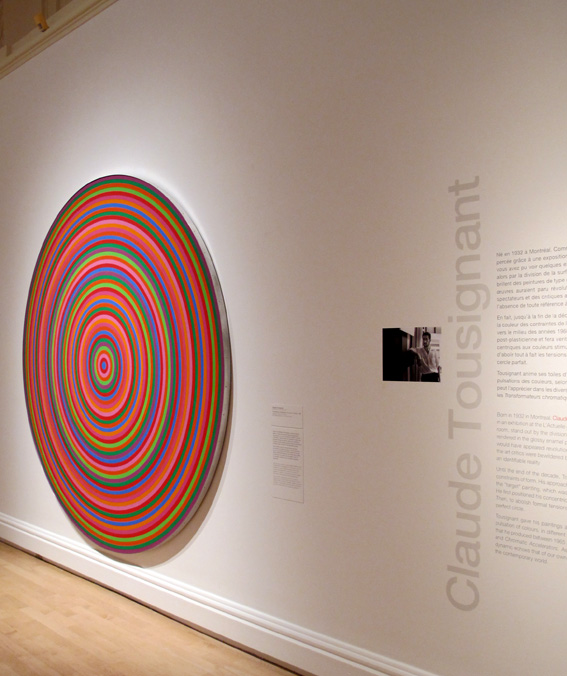
Claude Tousignant, Chromatický urychlovač 1967, 1971.
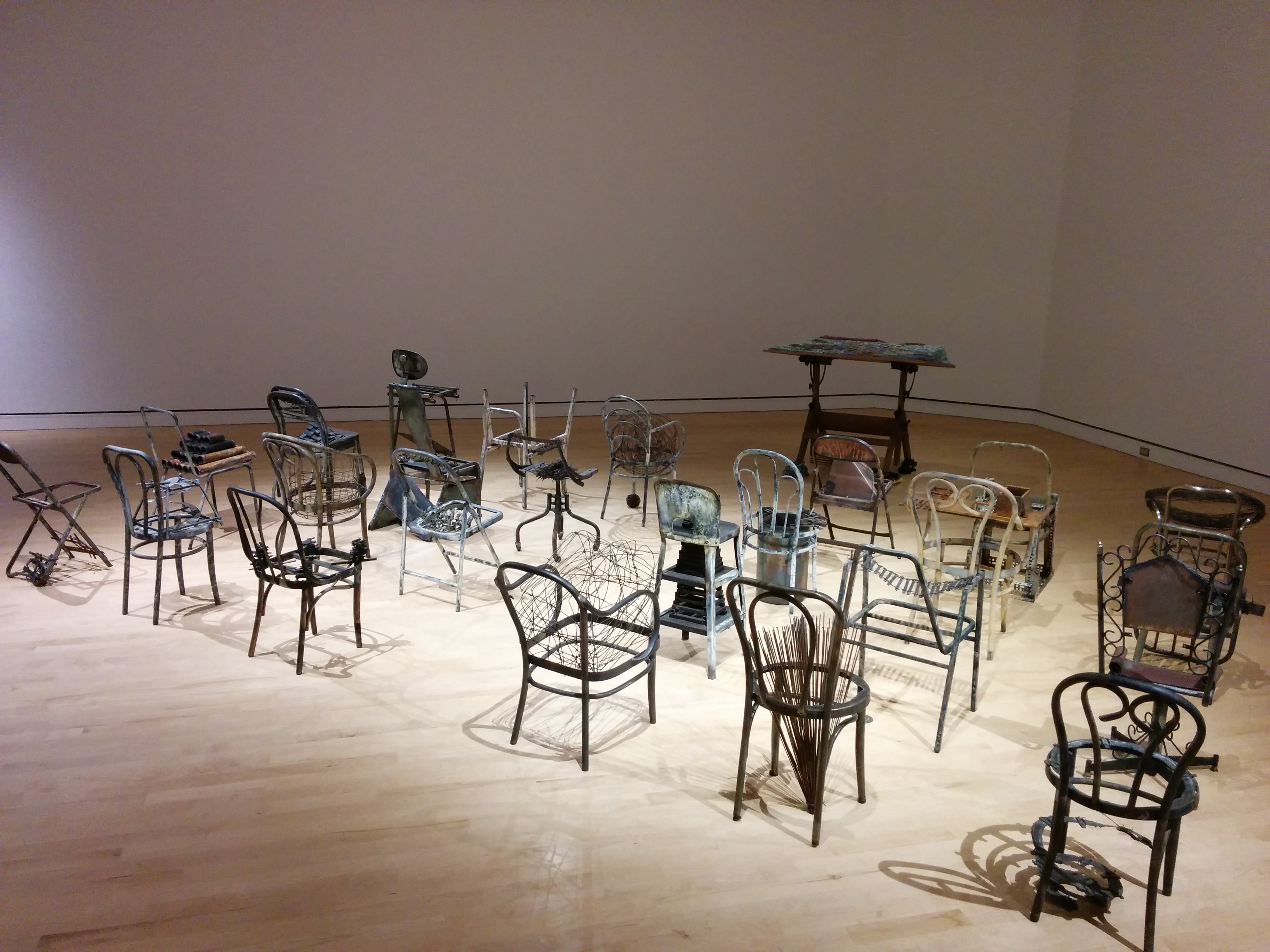
Michel Goulet, Shromáždění, 1987
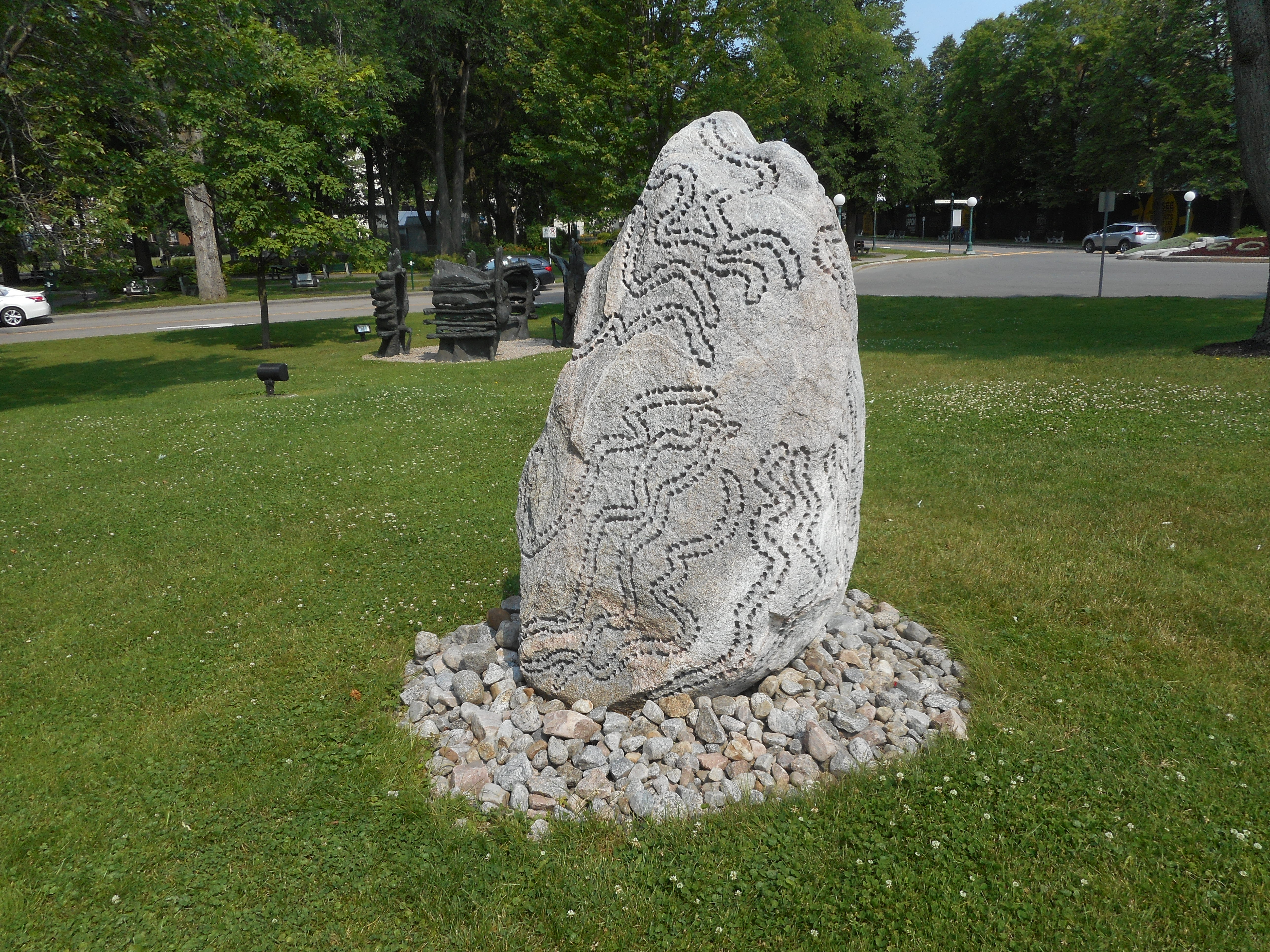
Bill Vazan, Horizont událostí, 1989–91
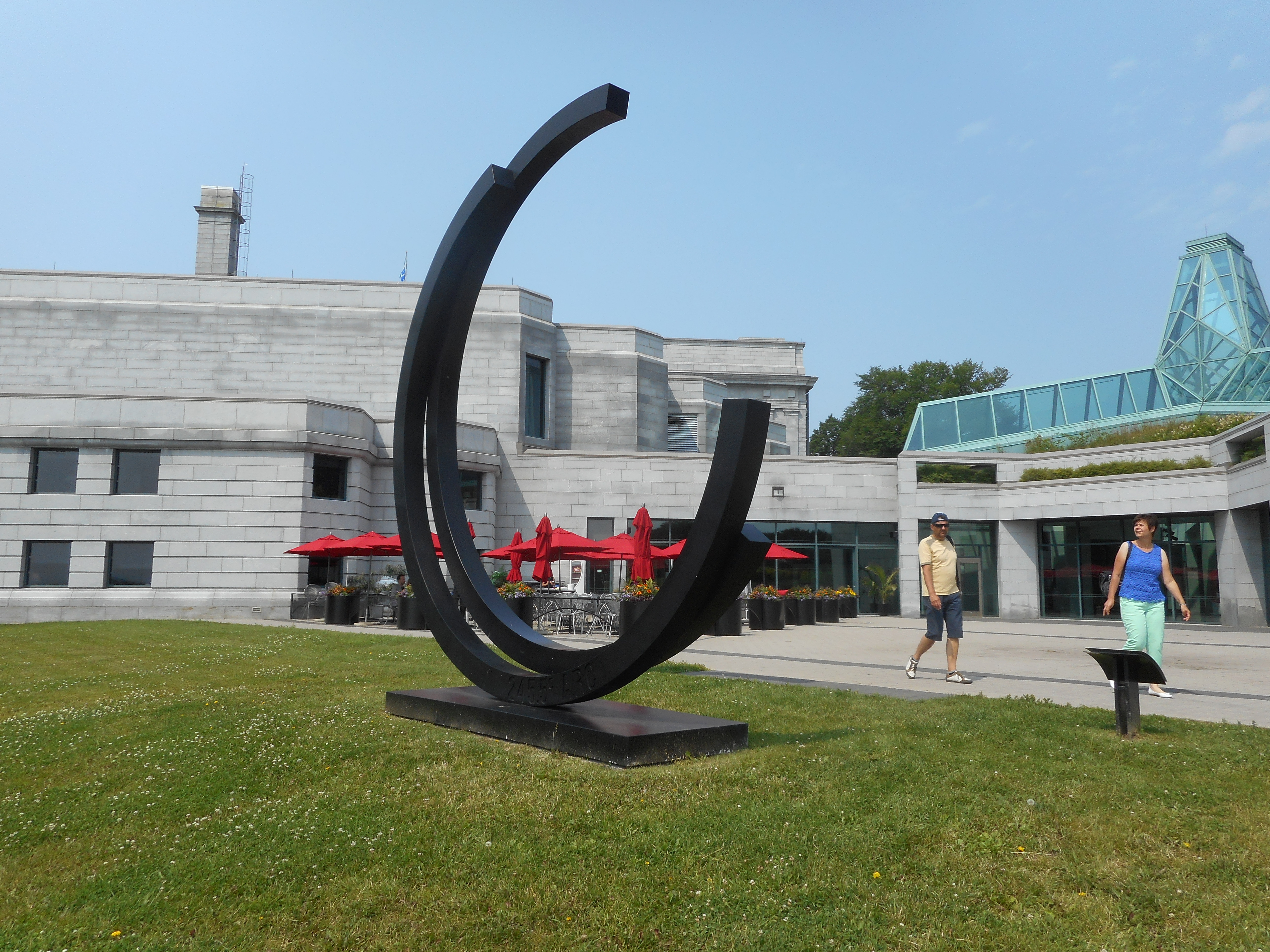
Bernar Venet, Dva oblouky o 245,5°, 1997